# Inga
Inga, és un gènere d'arbres i arbusts tropicals petits, de fulla dura i fixadors de nitrogen, de la subfamília Mimosoideae.
L'Inga és originària de les regions tropicals del continent americà, que en conté prop de 400 espècies. Són arbres els fruits dels quals són beines, de vegades amb polpa comestible. Les fulles d'Inga són pinnades i les flors generalment són blanques. Molts dels centenars d'espècies s'utilitzen ornamentalment.
S'han col·locat diverses plantes relacionades en aquest gènere alhora, per exemple Yopo (Cohoba, Mopo, Nopo o Parica - Anadenanthera peregrina - com Inga niopo).
Les llavors es troben cobertes amb pols blanca dolça. La polpa que cobreix les llavors és lleugerament fibrosa i dolça, i rica en minerals; és comestible en estat cru.
Dins del gènere Inga hi ha unes 300 espècies, la majoria autòctones i que creixen a la regió de la selva amazònica, encara que algunes espècies també es troben a Mèxic, Grans Antilles, Petites Antilles i altres països d'Amèrica del Sud, sent un gènere exclusivament neotropical. Els arbres solen trobar-se a les vores de rius i llacs perquè les seves llavors són transportades per les inundacions.
Totes les espècies d''Inga produeixen les seves llavors en beines «semblant a faves» i algunes poden arribar fins a 1 m de llarg; en general les beines fan de 10 a 30 cm de llarg.
Els arbres poden arribar als 15 metres i són molt utilitzats per fer ombra sobre les plantes de cafè. La planta es beneficia d'un sòl ben drenat. Les flors són blanques amb una mica de verd i l'arbre pot donar fruits gairebé tot l'any.
Algunes espècies d'Inga, sobretot l'Inga edulis (comunament coneguda com «gelat de fava» o, en castellà, «guama», «guaba», «guaba de bejuco» o «paterna» segons el país o la regió) sovint tenen polpa comestible. El nom deriva del fet que el gust dels fruits de l'Inga edulis s'assembla a un gelat de vainilla.
A l'Equador, l'Inga edulis és coneguda com «guaba de bejuco» i, l'altra espècie popular d'allà, Inga spectabilis, com «guaba de machete».

## Etimologia
El nom de l'arbre prové de la paraula in-gá de la llengua tupí que significa «mullat» o «remullat», potser per la consistència de la polpa aquosa que envolta les llavors de determinades espècies. L'arbre sol florir dues vegades l'any.

## Noms vernacles
Algunes espècies buscades pels seus fruits comestibles han rebut diversos noms vernacles, com ara «pèsol dolç» a les Índies Occidentals, «pacaye / pacaï» i «sucrin» a Haití, «pèsol dolç» a Guyana.

## Taxonomia
Segons The Plant List, hi ha 381 espècies acceptades d'un total de 797 espècies descrites (290 sinònims i 126 no avaluades).

## Distribució
La distribució del gènere Inga es limita a les regions tropicals d'Amèrica, des de Mèxic al nord fins a l'Uruguai al sud.
La seva major diversitat d'espècies es localitza d'una banda a Amèrica Central, i d'altra banda a Amèrica del Sud als contraforts dels Andes a Colòmbia, Equador i Perú.
Les espècies d'Inga es troben generalment a les selves tropicals de terres baixes i muntanyes, des del nivell del mar fins als 3000 metres d'altitud.
El gènere Inga ocupa un ampli ventall d'hàbitats, tant en sòls no inundats com en sòls inundats periòdicament o permanentment. Aquestes plantes solen estar íntimament associades als cursos d'aigua.
S'han introduït arbres del gènere Inga a moltes regions tropicals del món, incloses Àfrica i les Índies Occidentals.

## Ús agroforestal
S'han desenvolupat tècniques de cultiu d'espècies d'Inga per restaurar la fertilitat del sòl i, per tant, frenar la tala i crema contínua de la selva tropical.
Les espècies que han demostrat ser efectives per al cultiu inclouen Inga edulis i Inga oerstediana. Gran part de la investigació la va fer Mike Hands a la Universitat de Cambridge durant un període de 20 anys.
Les espècies d'Inga també s'utilitzen habitualment com a arbres d'ombra en les plantacions de cafè, de cacau i de te.

## Altres usos
Sovint s'utilitza la seva fusta en construcció i fabricació de mobles.

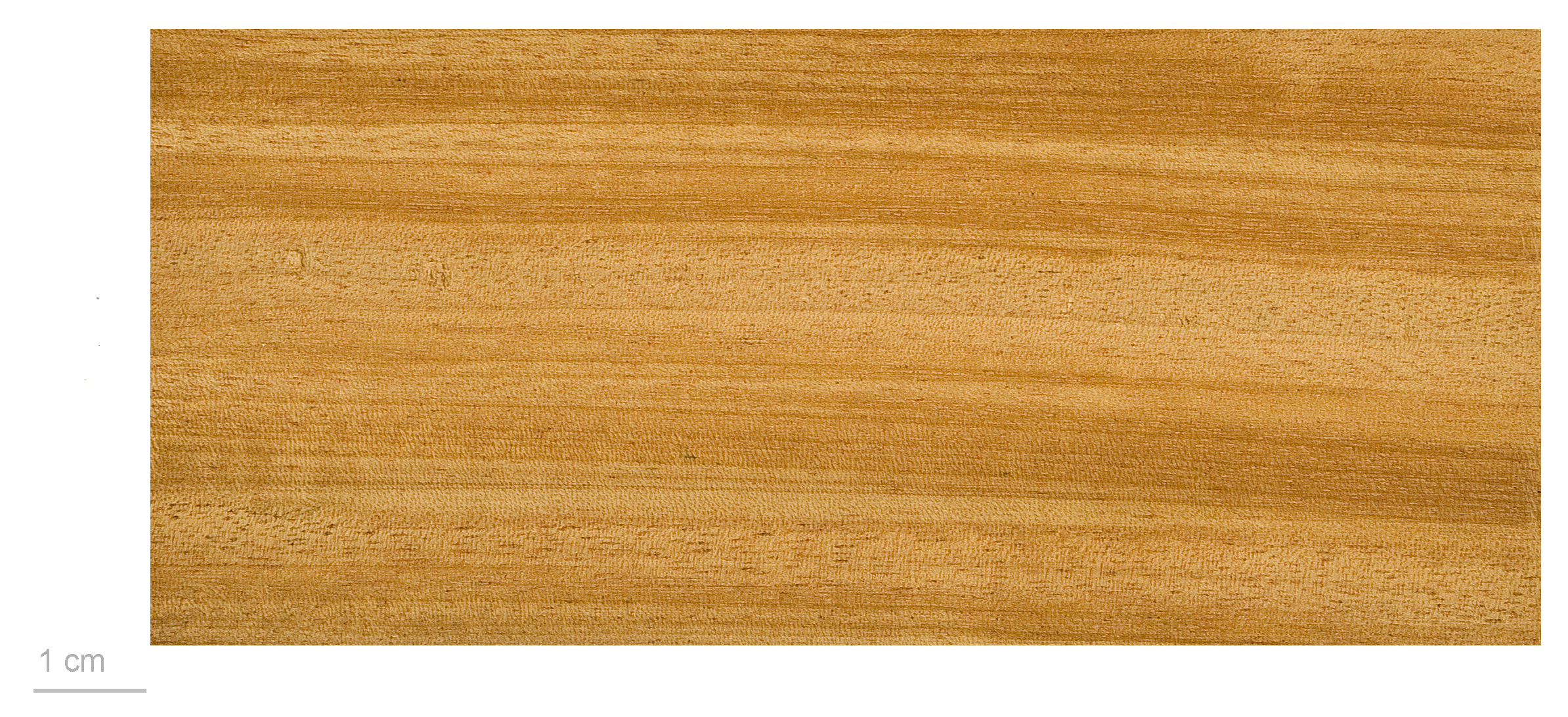
Aspecte de fusta polida d'una espècie d'Inga indeterminada

Les beines dels pèsols contenen diverses llavors grans incloses en una polpa blanca i cotonosa. Aquesta polpa dolça, que té gust de gelat de vainilla (d'aquí el nom anglès «ice cream bean»), se sol menjar crua. És especialment popular entre els nens.

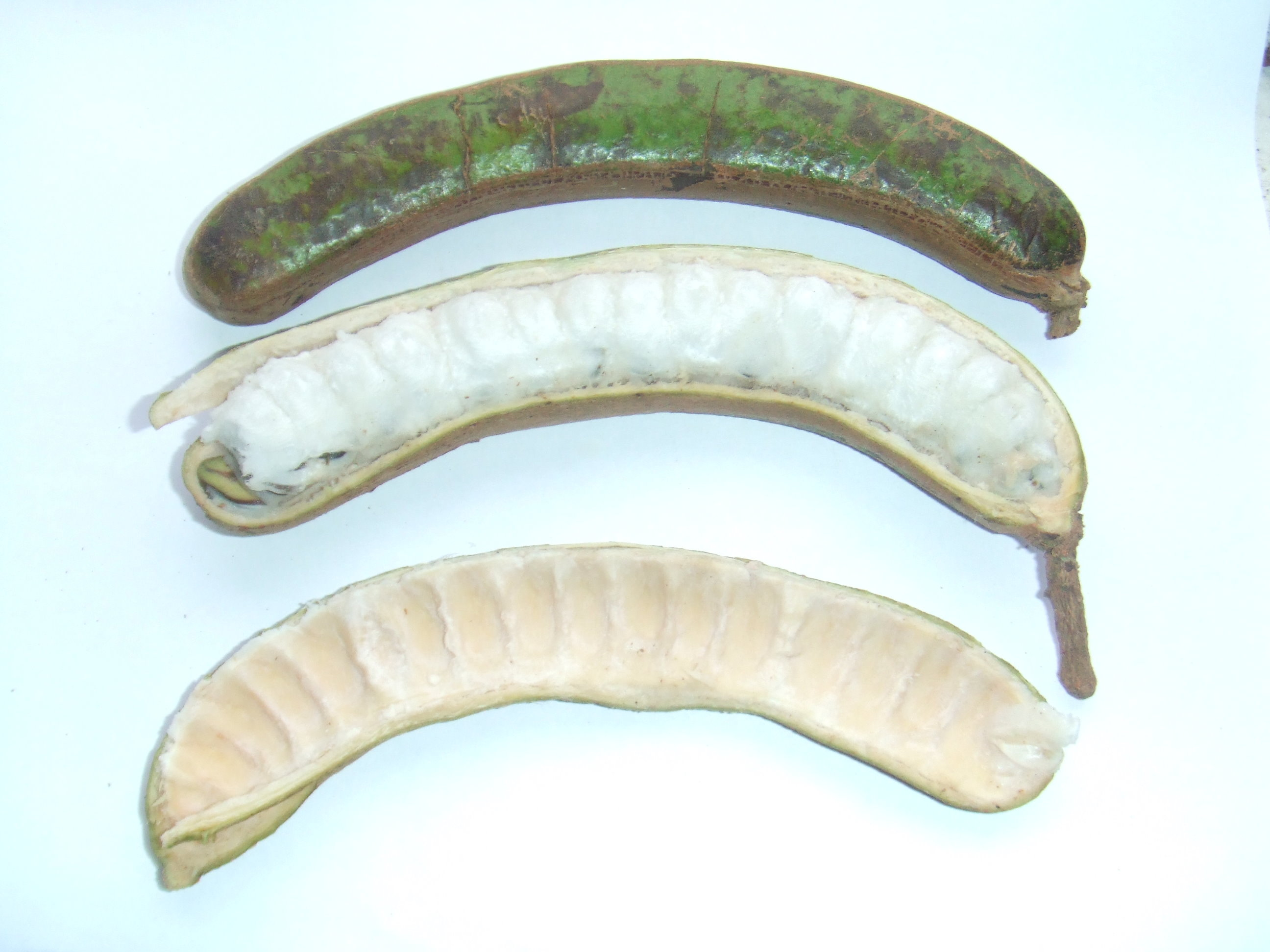
Fruit d'Inga (espècie indeterminada)
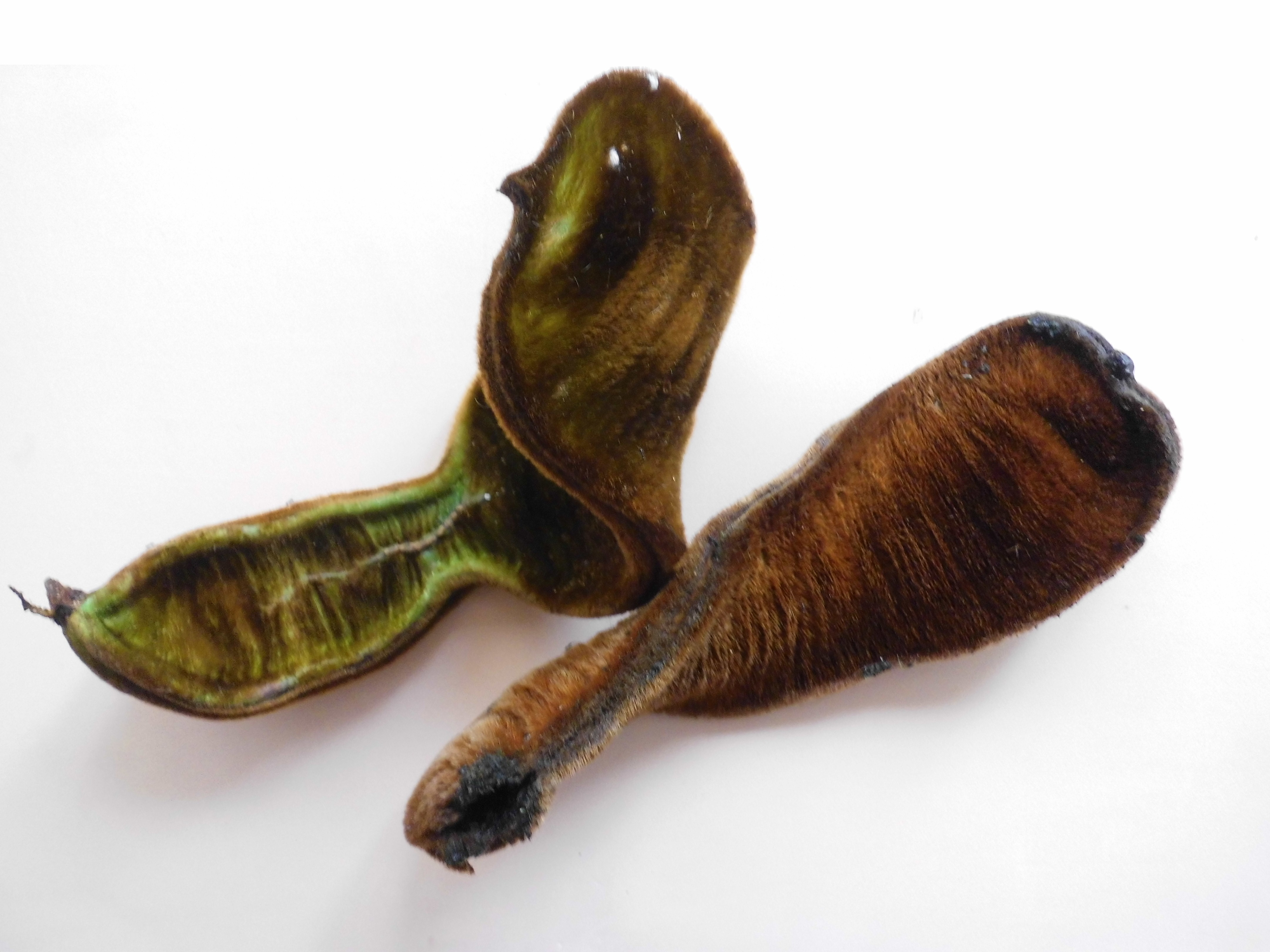
Beines d'Inga fastuosa

Al Carib, segons testimonis, els pagesos plantaven aquests arbres a la vora de les parcel·les i podaven les branques per utilitzar-les per limitar el desenvolupament de males herbes i enriquir el sòl amb nitrogen.

## Principals espècies
Hi ha moltes espècies d'Inga, de les quals les més importants per al consum són:
- Inga edulis (sin. Inga vera)
- Inga feuilleei
- Inga ingoïdes
- Inga laurina
- Inga spectabilis
- Inga martinicensis, endèmic de les Antilles
- Inga balsapambensis
- Inga microcalyx (Brasil)

### Espècies presents en la Guyana
A Guyana hi ha una seixantena d'espècies:
- Inga acreana Harms
- Inga acrocephala Steudel
- Inga alata R. Benoist
- Inga alba (O.P. Swartz) C.L. Willdenow
- Inga albicoria O. Poncy
- Inga auristellae Harms
- Inga bourgoni (J.B. Aublet) A.P. De Candolle
- Inga brachystachys Ducke
- Inga bracteosa Bentham
- Inga capitata N.A. Desvaux
- Inga cayennensis Sagot ex Bentham
- Inga cinnamomea Spruce ex Bentham
- Inga cordato-alata Ducke
- Inga cylindrica Martius
- Inga disticha Bentham
- Inga edulis (Vellozo) Martius
- Inga fanchoniana O. Poncy
- Inga fastuosa (N.J. Jacquin) C.L. Willdenow
- Inga flagelliformis Martius
- Inga graciliflora Bentham
- Inga gracilifolia Ducke
- Inga grandiflora Ducke
- Inga heterophylla C.L. Willdenow
- Inga huberi Ducke
- Inga ingoides (L.C. Richard) C.L. Willdenow
- Inga java Pittier
- Inga jenmanii Sandwith
- Inga lateriflora Miquel
- Inga laurina (O.P. Swartz) C.L. Willdenow
- Inga leiocalycina Bentham
- Inga lomatophylla (Bentham) Pittier
- Inga longiflora Spruce ex Bentham
- Inga longipedunculata Ducke
- Inga loubryana O. Poncy
- Inga macrophylla Humb. & Bonpl. ex Willd.
- Inga marginata C.L. Willdenow
- Inga meissneriana Miquel
- Inga melinonis Sagot
- Inga mitaraka O. Poncy
- Inga multijuga Bentham
- Inga nobilis C.L. Willdenow
- Inga nouragensis O. Poncy
- Inga nubium O. Poncy
- Inga nuda Salzmann ex Bentham
- Inga obtusata Spruce ex Benth.
- Inga panurensis Spruce ex Bentham
- Inga paraensis Ducke
- Inga pezizifera Bentham
- Inga pilosula (L.C. Richard) Macbride
- Inga poeppigiana Bentham
- Inga pruriens Poepp. & Endl.
- Inga punctata C.L. Willdenow
- Inga retinocarpa O. Poncy
- Inga rhynchocalyx Sandwith
- Inga ricardorum Bernardi et Spichiger
- Inga rubiginosa (L.C. Richard) A.P. De Candolle
- Inga sarmentosa Glaziou ex Harms
- Inga sertulifera De Candolle
- Inga spectabilis (Vahl) Willd.
- Inga splendens C.L. Willdenow
- Inga stipularis De Candolle
- Inga striata Bentham
- Inga suaveolens Ducke
- Inga thibaudiana De Candolle
- Inga tubaeformis R. Benoist
- Inga umbellifera (M. Vahl) Steudel ex A.P. De Candolle
- Inga vera C.L. Willdenow subsp. affinis (DC.) T.D. Pennington
- Inga virgultosa (M. Vahl) N.A. Desvaux